# Sun Microsystems
Die Sun Microsystems, Inc. [ˌsʌn ˈmaɪkɹoʊˌsɪstəmz] war ein US-amerikanischer Hersteller von Computern und Software, der im Jahr 2010 durch Übernahme in die Oracle Corporation eingegliedert wurde. Ausgegründet aus der Stanford University 1982, war Sun bis dahin ein unabhängiges Unternehmen und im kalifornischen Santa Clara ansässig. Das Unternehmen befasste sich zunächst mit der Entwicklung und Herstellung von Unix-Workstations, einer breiteren Öffentlichkeit wurde es ab Ende der 1990er Jahre vor allem durch die Entwicklung der Java-Technologie und der gleichnamigen Programmiersprache bekannt.

## Geschichte

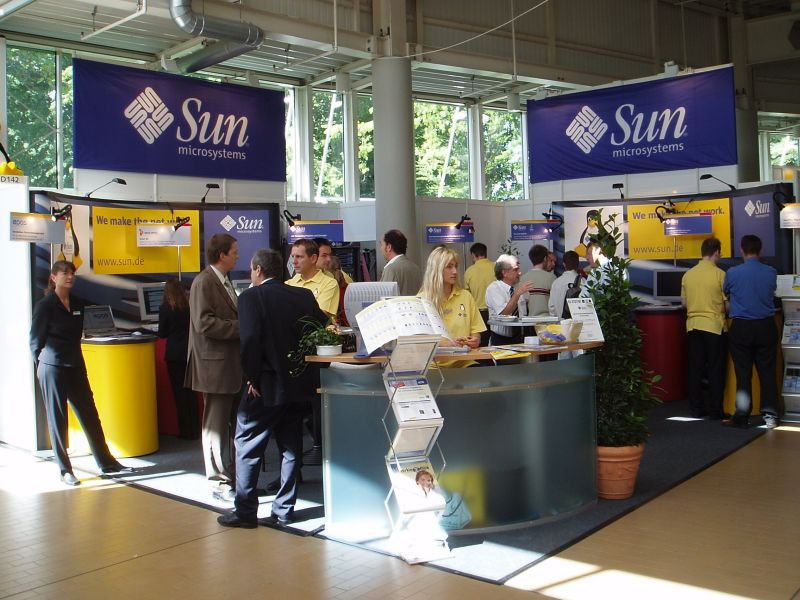
Sun Microsystems auf dem Linuxtag 2004 in Karlsruhe

Sun wurde am 24. Februar 1982 von dem Deutschen Andreas von Bechtolsheim und den Amerikanern Bill Joy, Vinod Khosla und Scott McNealy gegründet, die offizielle Eintragung der Firma erfolgte jedoch erst am 16. Mai. Der Name Sun leitet sich von Stanford University Network ab, einem damaligen Projekt zur Vernetzung der Bibliotheksrechner an der Stanford University.
Sun entwickelte 1984 mit NFS ein Netzwerkdateisystem. Dieses wurde unter eine Open-Source-Lizenz gestellt, wodurch es in der Unix-Welt einen großen Erfolg erzielte und auch heute noch sehr wichtig ist. Andere Projekte für den Unix-Bereich wie NeWS, gedacht als Alternative zum X Window System, hatten u. a. aufgrund des nichtöffentlichen Quellcodes kaum Erfolg.
Die frühen Computer der Baureihen Sun-1, Sun2 und Sun3 waren mit Prozessoren der 68000er-Familie von Motorola (CISC-CPU) bestückt und liefen unter dem Betriebssystem SunOS, einem BSD-4.3-Abkömmling. Mit dem Sun-SPARC-Prozessor entwickelte Sun eine sehr leistungsfähige RISC-CPU für die eigenen Workstations und Server der Sun-4-Baureihe, auf denen die Betriebssysteme SunOS und später Solaris liefen.
Mit Java schuf Sun 1995 eine objektorientierte, systemunabhängige Programmierplattform, die schnell sehr viele Anhänger fand.
1999 kaufte Sun das Unternehmen Star Division mit dem Office-Paket StarOffice, das 2000 unter einer freien Lizenz (LGPL) als OpenOffice.org veröffentlicht wurde und sehr schnell von Entwicklern aus der Open-Source-Gemeinde angenommen wurde. Im Mai 2005 übernahm Sun das Softwareunternehmen Tarantella. Im April 2006 schloss Sun Deutschland die Übernahmen von StorageTek und SeeBeyond ab. Am 24. April 2006 teilte das Unternehmen in einer Pressemitteilung mit, dass der bisherige Vorstandsvorsitzende Scott McNealy durch Jonathan I. Schwartz ersetzt wird, der nach der Übernahme von Lighthouse Design 1996 zu Sun gekommen war.
Anfang 2008 übernahm Sun für rund eine Milliarde Dollar das Unternehmen MySQL AB, die bis dahin die Open-Source-Datenbank MySQL entwickelte und kommerziell vermarktete. Kurz darauf folgte Innotek, der Hersteller der Virtualisierungslösung VirtualBox.
Nach einem Bericht des The Wall Street Journal vom März 2009 plante IBM, Sun Microsystems für 6,5 Milliarden US-Dollar zu übernehmen, die Verhandlungen schlugen jedoch fehl.

### Wirtschaftliche Krise und Übernahme

Logo nach der Übernahme durch Oracle

Am 20. April 2009 kündigte Oracle die Übernahme von Sun Microsystems für 7,4 Milliarden US-Dollar an. Am 20. August 2009 gab Oracle bekannt, die Genehmigung zur Übernahme von Sun Microsystems erhalten zu haben. Das US-Justizministerium genehmigte den Angaben zufolge die Übernahme durch Oracle ohne Restriktionen.
Die EU-Kommission teilte nach einer ersten Prüfung am 10. November 2009 mit, dass sie wettbewerbsrechtliche Probleme auf dem Markt für Datenbanken sehe. Sie äußerte deshalb Bedenken gegen die Übernahme von Sun Microsystems durch Oracle. Im Januar 2010 genehmigte die EU-Kommission die Übernahme allerdings ohne Auflagen. Der Weltmarktführer für kommerzielle Datenbanken, Oracle, übernahm somit den führenden Anbieter für quelloffene Datenbanken (MySQL) sowie von Java. Als direkte Auswirkung der Akquisition haben sich zahlreiche Open-Source-Projekte von Oracle abgewendet.
Für das im Juni 2009 beendete Geschäftsjahr musste Sun einen Verlust von 2,2 Milliarden Dollar verbuchen. Zuvor wurden bereits innerhalb von drei Jahren 7600 Arbeitsplätze abgebaut, weitere 3000 Entlassungen wurden geplant, was auch europäische Niederlassungen betreffen sollte.

## Produkte

### Rechner
Modellreihen (Auszug):
| Jahr | Bezeichnung                   | Prozessor                                               | Taktung  | Leistung                     | Betriebssystem                | Bemerkungen     |
| ---- | ----------------------------- | ------------------------------------------------------- | -------- | ---------------------------- | ----------------------------- | --------------- |
| 1982 | Sun 1                         | Motorola 68000                                          | 6 MHz    |                              | Unisoft V7 UNIX               |                 |
| 1983 | Sun 2                         | Motorola 68010                                          | 10 MHz   |                              | SunOS 1.0 bis 4.0.3           |                 |
| 1986 | Sun 3/50                      | Motorola 68020                                          | 15,7 MHz | 1,5 MIPS                     | SunOS 3.0 bis 4.1.1_U1        |                 |
| 1987 | Sun 3/60                      | Motorola 68020                                          | 20 MHz   | 3,0 MIPS                     | SunOS 3.0 bis 4.1.1_U1        |                 |
| 1988 | Sun386i/150 „Roadrunner“      | Intel 80386                                             | 20 MHz   |                              | SunOS 4.0 bis 4.0.3           |                 |
| 1988 | Sun386i/250 „Roadrunner“      | Intel 80386                                             | 25 MHz   |                              | SunOS 4.0 bis 4.0.3           |                 |
| 1989 | Sun 4/60 „SPARCstation 1“     | Sun SPARC                                               | 20 MHz   | 1,4 Mflops                   | SunOS 4.0.3c bis Solaris 7    |                 |
| 1989 | Sun 4/40 „SPARCstation IPC“   | Sun SPARC                                               | 25 MHz   | 1,7 Mflops                   | SunOS 4.0.3 bis Solaris 7     |                 |
| 1990 | Sun 4/20 „SPARCstation SLC“   | Sun SPARC                                               | 20 MHz   | 1,2 Mflops                   | SunOS 4.0.3 bis Solaris 7     |                 |
| 1990 | Sun 4/65 „SPARCstation 1+“    | Sun SPARC                                               | 25 MHz   | 1,7 Mflops                   | SunOS 4.0.3 bis Solaris 7     |                 |
| 1990 | Sun 4/75 „SPARCstation 2“     | Sun SPARC                                               | 40 MHz   | 4,0 Mflops                   | SunOS 4.1.1 bis Solaris 7     |                 |
| 1991 | Sun 4/25 „SPARCstation ELC“   | Sun SPARC                                               | 33 MHz   | 3,3 Mflops                   | SunOS 4.1.1 bis Solaris 7     |                 |
| 1991 | Sun 4/50 „SPARCstation IPX“   | Sun SPARC                                               | 40 MHz   | 4,1 Mflops                   | SunOS 4.1.1 bis Solaris 7     |                 |
| 1991 | Sun 4/80 „SPARCstation 10“    | Sun SuperSPARC                                          | 50 MHz   | 7,0 Mflops                   | SunOS 4.1.3 bis Solaris 9     | 32–512 MB RAM   |
| 1991 | Sun 4/670 „SPARCserver 670MP“ | Cypress CY7C601 (4×)                                    | 40 MHz   | 16,8 Mflops oder 28,9 MIPS   | SunOS 4.1.2 bis Solaris 2.5.1 |                 |
| 1992 | Sun 4/15 „SPARCclassic“       | Sun microSPARC                                          | 50 MHz   | 4,6 Mflops                   | SunOS 4.1.3c bis Solaris 9    | 16–96 MB RAM    |
| 1993 | SPARCstation 5                | Sun microSPARCII                                        | 110 MHz  | 23 Mflops                    | SunOS 4.1.3_U1B bis Solaris 9 |                 |
| 1994 | SPARCstation 20               | Sun hyperSPARC                                          | 150 MHz  | 84 Mflops                    | SunOS 4.1.3_U1B bis Solaris 9 |                 |
| 1994 | SPARCultra1                   | Sun ultraSPARC                                          | 167 MHz  | 101 Mflops                   | Solaris 2.5                   |                 |
| 1997 | SPARCultra5                   | Sun ultraSPARCIIi                                       | 270 MHz  | 114 Mflops                   | Solaris 2.5.1HW1297           |                 |
| 1998 | SPARCultra10                  | Sun ultraSPARCIIi                                       | 333 MHz  | 253 Mflops                   | Solaris 2.5.1HW1297           |                 |
| 2001 | Sun Blade 1000 Model 1900     | UltraSPARC III                                          | 900 MHz  | 467 SPECint2000              | Solaris 8 update 2            |                 |
| 2002 | Sun Blade 100                 | UltraSPARC IIe                                          | 500 MHz  |                              | Solaris 8 10/00 bis 10 1/13   |                 |
| 2003 | Sun Blade 2000                | UltraSPARC III Cu                                       | 1,2 GHz  | 722 SPECint2000              | Solaris 9 12/02               |                 |
| 2004 | Sun Fire V440                 | UltraSPARC IIIi                                         | 1,6 GHz  | 743 SPECint2000              | Solaris 10                    |                 |
| 2004 | Sun Fire V20z/V40z            | AMD Opteron x86-64                                      | 2,4 GHz  | 1521 SPECint2000             | Solaris 10                    |                 |
| 2005 | Sun Fire X4200                | AMD Opteron x86-64                                      | 2,8 GHz  | 1829 SPECint2000             | Solaris 10 3/05 HW1           |                 |
| 2005 | Sun Fire E25k                 | UltraSPARC IV+ (max. 72×)                               | 1,5 GHz  | 1644 SPECint_rate2000        | Solaris 8 bis 10              | max. 576 GB RAM |
| 2006 | Sun Fire X4600                | AMD Opteron 885 x86-64 (dual core, max. 8×)             | 2,6 GHz  | 279 SPECint_rate2006         | Solaris 10                    | max. 32 GB RAM  |
| 2007 | Sun Ultra 24                  | Intel Core 2 Duo / Quad                                 |          |                              | Solaris 10                    | max. 8 GB RAM   |
| 2008 | Sun SPARC Enterprise T5440    | UltraSPARC-T2+, 4 Chips, je 8 Cores, zus. 256 Threads   | 1,4 GHz  | 301 SPECint_rate2006         | Solaris 10                    | max. 512 GB RAM |
| 2009 | Sun Fire X4640                | AMD Opteron (Istanbul) x86-64 (max. 8 CPUs, je 6 Cores) | 2,6 GHz  | 6,050 SAP SD Benchmark users | Solaris 10                    | max. 512 GB RAM |

### Weitere Produkte
- JavaOS – Betriebssystem auf Java-Basis
- CLUMEQ – Supercomputer (2009)
- HotJava – Webbrowser
- Java-Technologie
- Solaris – Betriebssystem, ursprünglich SunOS
- OpenSolaris – quelloffenes Betriebssystem
- SBus – Bus für Erweiterungskarten
- StarOffice – die kommerzielle Stamm-/Auflageversion von OpenOffice.org (eingestellt, heute bei Apache)
- Sun Ray – Thin Client mit maßgeschneiderter Server-Komponente
- VirtualBox – Virtualisierungslösung
- ZFS – Dateisystem/Poolmanager mit Datenintegrität und Snapshot-Funktionen
- SAM-QFS – verteiltes, hierarchisches Dateisystem
- Secure Global Desktop – webbasierte Anwendungs-Virtualisierung

### Spezielle Lizenzen
- SISSL
- Sun Public License

## Weiteres
- Das Logo von Sun Microsystems ist als Ambigramm gestaltet.